# Нововознесенка (Запорізький район)
Нововознесе́нка —  село в Україні, у Широківській сільській громаді Запорізького району Запорізької області. Населення становить 41 осіб. До 2016 орган місцевого самоврядування - Веселівська сільська рада.

## Географія
Село Нововознесенка знаходиться на відстані 1,5 км від села Новодніпровка та за 2,5 км від села Яворницьке. По селу протікає пересихаючий струмок з загатою. Поруч проходить автомобільна дорога Р73.

## Історія
12 червня 2020 року, відповідно до Розпорядження Кабінету Міністрів України від № 713-р «Про визначення адміністративних центрів та затвердження територій територіальних громад Запорізької області», увійшло до складу Широківської сільської громади.
19 липня 2020 року, в результаті адміністративно-територіальної реформи та ліквідації колишнього Запорізького району(1965-2020), село увійшло до складу новоутвореного Запорізького району.

## Населення

### Мова
Розподіл населення за рідною мовою за даними перепису 2001 року:
| Мова       | Кількість | Відсоток |
| ---------- | --------- | -------- |
| українська | 40        | 97.56%   |
| російська  | 1         | 2.44%    |
| Усього     | 41        | 100%     |